# Autogestione dei lavoratori
L'autogestione dei lavoratori (o più semplicemente autogestione) è una forma di gestione del lavoro nella quale i lavoratori di un'azienda, fabbrica o di impresa agricola, anziché essere diretti da un supervisore determinano in proprio gli obiettivi ed i metodi di lavoro attraverso l'elezione di organi rappresentativi interni all'azienda stessa.
Fra gli esempi di autogestione, rientrano la Comune di Parigi e varie fabbriche in Unione Sovietica (nei primi anni successivi alla Rivoluzione russa), in Spagna (durante la rivoluzione sociale) e in Jugoslavia (a partire dagli anni 1950, in seguito alle teorizzazioni di Milovan Đilas). Più recentemente, si segnalano gli esempi della Lip durante gli anni 1970 in Francia, delle fábricas recuperadas in Argentina, della Mondragon Corporation con sede a Mondragón e la casa editrice statunitense di ispirazione anarchica AK Press.

## Teoria economica
Un sistema economico costituito da imprese autogestite è talvolta definito economia partecipativa, economia autogestita o economia cooperativa. Questo modello economico è una versione principale del socialismo di mercato e dell'economia pianificata decentralizzata, derivante dalla nozione che le persone dovrebbero essere in grado di partecipare alle decisioni che influenzano il loro benessere. I principali sostenitori del socialismo di mercato autogestito nel XX secolo includono gli economisti Benjamin N. Ward, Jaroslav Vanek e Branko Horvat. Horvat afferma che la partecipazione non è semplicemente più desiderabile, ma anche più economicamente sostenibile rispetto alla tradizionale gestione gerarchica e autoritaria, come dimostrato dalle misurazioni econometriche che indicano un aumento dell'efficienza con una maggiore partecipazione al processo decisionale. Scrivendo dalla prospettiva della Jugoslavia socialista nei primi anni '80, Horvat suggerì che anche il mondo più ampio si stava muovendo verso una modalità di organizzazione socialista autogovernata.

### Azienda gestita dai lavoratori
La teoria dell'impresa gestita dai lavoratori spiega il comportamento, la performance e la natura delle forme organizzative autogestite. Sebbene le imprese autogestite (o gestite dai lavoratori) possano coincidere con la proprietà dei lavoratori (proprietà dei dipendenti), i due sono concetti distinti e l'uno non implica necessariamente l'altro.

#### Economia neoclassica
Secondo la teoria economica neoclassica tradizionale, in un’economia di mercato competitiva la proprietà dei beni capitali da parte della forza lavoro di una determinata impresa non dovrebbe avere un impatto significativo sulla performance aziendale.
Gran parte della ricerca sulle imprese gestite dai lavoratori nella tradizione neoclassica ruotava attorno alla questione del presunto massimando (funzione obiettivo) di tali imprese (vale a dire la risposta alla domanda "cosa massimizzano le imprese gestite dai lavoratori?", ad esempio il reddito per ogni lavoratore o i profitti) e le sue implicazioni. Il primo modello di un'impresa gestita dai lavoratori in questa tradizione è stato suggerito dall'economista americano Benjamin Ward nel 1958, che era interessato all'analisi delle imprese jugoslave. Secondo Ward, l'impresa gestita dai lavoratori si sforza di massimizzare il reddito per lavoratore in contrasto con la funzione obiettivo delle imprese capitaliste tradizionali di massimizzare il profitto per i proprietari esterni. Sulla base di questa ipotesi, Ward ha presentato un'analisi critica delle imprese gestite dai lavoratori. In particolare, ha sostenuto che una curva di offerta di un'impresa gestita dai lavoratori ha una pendenza negativa: un aumento del prezzo di mercato del prodotto realizzato da un'impresa gestita dai lavoratori non la farà aumentare la produzione e assumere nuovi membri. Ne consegue che un'economia costituita da aziende gestite dai lavoratori avrebbe la tendenza a sotto-utilizzare il lavoro e a tendere verso tassi di disoccupazione più elevati. Il modello di Ward è stato ulteriormente sviluppato da Evsey Domar e generalizzato da Jaroslav Vaněk.
Queste analisi puramente teoriche furono criticate dall'economista jugoslavo Branko Horvat nel 1971, il quale sostenne l'analisi empirica delle aziende jugoslave gestite dai lavoratori realmente esistenti e delle pratiche utilizzate dai loro membri. In particolare, egli notò che i lavoratori fissano i salari all'inizio dell'anno e poi li adeguano in base ai guadagni dell'impresa. Notò che questa regola comportamentale, se resa parte del modello teorico, implica che il comportamento di mercato di un'azienda gestita dai lavoratori è, contrariamente alle tesi di Ward e dei suoi seguaci, molto più simile al comportamento ipotetico di un'azienda "tradizionale" che massimizza il profitto.
Sulla base di un corpus più ampio di studi empirici, l’economista canadese contemporaneo Gregory Dow ha condotto un’ampia ricerca teorica sulle imprese gestite dai lavoratori dalla prospettiva neoclassica, concentrandosi sulla spiegazione della rarità delle imprese gestite dai lavoratori rispetto a quelle gestite dal capitale.

### Economia classica
Nel XIX secolo, l’idea di un’economia autogestita fu per la prima volta pienamente articolata dal filosofo ed economista anarchico Pierre-Joseph Proudhon. Questo modello economico fu chiamato mutualismo per evidenziare la relazione reciproca tra gli individui in questo sistema e coinvolgeva cooperative che operavano in un’economia di libero mercato.
Il filosofo ed economista liberale classico John Stuart Mill credeva che le cooperative gestite e possedute dai lavoratori avrebbero alla fine sostituito le tradizionali aziende capitaliste (gestite dal capitale) nell'economia di mercato competitiva grazie alla loro efficienza superiore e alla struttura di incentivi più forte. Mentre sia Mill che Karl Marx pensavano che la gestione democratica dei lavoratori sarebbe stata più efficiente nel lungo periodo rispetto alla gestione gerarchica, Marx non aveva grandi speranze sulle prospettive delle aziende gestite e possedute dai lavoratori come mezzo per sostituire le tradizionali aziende capitaliste nell'economia di mercato. Nonostante i loro vantaggi in termini di efficienza, nelle economie di mercato occidentali l'azienda gestita dai lavoratori è relativamente rara.
Karl Marx sostenne l'idea di una libera associazione di produttori come caratteristica della società comunista, dove i processi di autogestione sostituirono la nozione tradizionale dello stato centralizzato. Questo concetto è correlato all'idea marxista di trascendere l'alienazione.

### Pianificazione economica di tipo sovietico
Il modello economico di tipo sovietico, così come praticato nell'ex URSS e nel blocco orientale (самоуправление; samoupravlenie), è stato introdotto nelle imprese statali negli anni '80. È criticato dai socialisti per la mancanza di autogestione diffusa e di un contributo gestionale da parte dei lavoratori nelle imprese.

## Scienze della gestione
Nel suo libro Drive: The Surprising Truth About What Motivates Us, Daniel H. Pink sostiene sulla base di prove empiriche che i processi di autogestione/autodiretti, la padronanza, l'autonomia del lavoratore e lo scopo (definiti come ricompense intrinseche) sono incentivi molto più efficaci del guadagno monetario (ricompense estrinseche). Secondo Pink, per la stragrande maggioranza del lavoro nel 21° secolo l'autogestione e gli incentivi intrinseci correlati sono molto più cruciali delle nozioni obsolete di gestione gerarchica e di un eccessivo affidamento alla retribuzione monetaria come ricompensa.
Ricerche più recenti suggeriscono che incentivi e bonus possono avere effetti positivi sulla performance e sulla motivazione autonoma. Secondo questa ricerca, la chiave è allineare bonus e incentivi per rafforzare, piuttosto che ostacolare, un senso di autonomia, competenza e relazione (i tre bisogni che la teoria dell’autodeterminazione identifica per la motivazione autonoma).

## Movimenti politici

### Europa
Il socialismo delle corporazioni è un movimento politico che sostiene il controllo dei lavoratori sull'industria attraverso il mezzo delle corporazioni legate al commercio "in un implicito rapporto contrattuale con il pubblico". Ha avuto origine nel Regno Unito ed è stato al suo apice nel primo quarto del XX secolo. Era fortemente associato a G.D.H. Cole e influenzato dalle idee di William Morris. Un significativo esperimento di autogestione dei lavoratori ebbe luogo durante la Rivoluzione anarchica spagnola (1936-1939). Nel suo libro Anarcho-Syndicalism (1938), Rudolf Rocker affermò:
Ma prendendo la terra e gli impianti industriali sotto la propria gestione, hanno compiuto il primo e più importante passo sulla strada del socialismo. Soprattutto, hanno dimostrato (l'autogestione operaia e contadina) che i lavoratori, anche senza i capitalisti, sono in grado di portare avanti la produzione e di farlo meglio di molti imprenditori affamati di profitto. 
Dopo il maggio 1968 in Francia, la Lip, una fabbrica di orologeria con sede a Besançon, divenne autogestita a partire dal 1973 dopo la decisione della direzione di liquidarla. L'esperienza della Lip fu un conflitto sociale emblematico del post-1968 in Francia. Il CFDT (il CCT come era chiamato nel nord della Spagna), il sindacalista Charles Piaget guidò lo sciopero in cui i lavoratori rivendicarono i mezzi di produzione. Il Partito socialista Unificato (PSU) che includeva l'ex radicale Pierre Mendès-France era a favore dell'autogestione.
Nei Paesi Baschi della Spagna, la Mondragon Cooperative Corporation rappresenta forse l'esempio più duraturo e di maggior successo di autogestione dei lavoratori al mondo. È stata pubblicizzata da un gruppo eterogeneo di persone come l'economista marxista Richard D. Wolff e il libro di ricerca Capital and the Debt Trap di Claudia Sanchez Bajo e Bruno Roelants come un esempio di come l'economia può essere organizzata su un'alternativa al modo di produzione capitalista.
In seguito alla crisi finanziaria del 2007-2008, numerose fabbriche sono state occupate e autogestite in Grecia, Francia, Italia, Germania e Turchia.
In Grecia, la distribuzione basata sulla solidarietà è in parte il risultato della privatizzazione dei servizi pubblici da parte delle politiche di austerità, che esacerba le attività di solidarietà sul campo. Queste sono emerse principalmente come conseguenza di un pensiero e di una mobilitazione politicizzati ambiziosi, nonché di una formulazione pratica che assicura gradi di vita trasformando le reti di solidarietà informali in cooperative di distribuzione remunerative. Questa dialettica riecheggia l'idea di gestire formalmente la crisi, che si riproduce non nonostante, ma a causa di, iniziative politiche ufficiali per combatterla. I collettivi e le cooperative di lavoratori, i gruppi di autoaiuto, i sistemi di scambio commerciale locale (LETS - Local Exchange Trade Systems), le reti Freecycle, le banche del tempo e la prima fabbrica occupata dai lavoratori sono esempi di esperimenti e innovazioni sociali non capitalisti emersi in Grecia dal 2012.

#### Jugoslavia
Al culmine della Guerra fredda, la Jugoslavia, come conseguenza del conflitto sovietico-jugoslavo, perseguì e sostenne quella che ufficialmente veniva chiamata autogestione socialista, a differenza dei paesi del blocco orientale, che praticavano tutti una pianificazione centralizzata e una gestione centralizzata delle loro economie. Sostituì la pianificazione centralizzata con una pianificazione di proporzioni di base che avrebbe dovuto fermare "il caos della produzione e distribuzione sociale che è innato nel capitalismo". Fu organizzata secondo le teorie di Josip Broz Tito e più direttamente di Edvard Kardelj. Anche l'economista jugoslavo Branko Horvat diede un contributo significativo alla teoria dell'autogestione dei lavoratori (radničko samoupravljanje) come praticata in Jugoslavia. Grazie alla neutralità della Jugoslavia e al suo ruolo guida nel Movimento dei paesi non allineati, le aziende jugoslave esportarono sia nei mercati occidentali che in quelli orientali. Le aziende jugoslave realizzarono la costruzione di numerosi importanti progetti infrastrutturali e industriali in Africa, Europa e Asia.
Nel 1950, la legge sull'autogestione introdusse i consigli dei lavoratori. "L'inizio della fine della burocrazia" fu dichiarato con le pretese del concetto marxista di estinzione dello Stato sotto la parola d'ordine "Fabbriche ai lavoratori!". Secondo Boris Kanzleiter, l'ispirazione per i consigli dei lavoratori venne dai consigli popolari, gli organi di governo rivoluzionari dell'Esercito Popolare di Liberazione e della Comune di Parigi. La Costituzione jugoslava del 1953 introdusse l'autogestione nella questione costituzionale e trasformò la proprietà statale in proprietà sociale. La Costituzione jugoslava del 1963, chiamata anche Carta dell'autogestione, definì l'autogestione e la proprietà sociale come valori supremi e definì la Jugoslavia come una "comunità democratica socialista autogestita".
La Legge del Lavoro Associato del 1976 rappresentò l'ultima fase dello sviluppo dell'autogestione jugoslava. Sulla base della costituzione jugoslava del 1974, creò un sistema completamente autonomo fondato sulla sovranità diretta del lavoratore e del cittadino. Prevedeva la formazione di Organizzazioni di Base del Lavoro Associato (BOAL) come unità economiche di base di cui ogni lavoratore doveva far parte in base al ruolo preciso svolto da quel lavoratore nel processo di produzione. Si associò ad altre BOAL per formare un'Organizzazione del Lavoro Associato (OAL) che poteva, con altre OAL, formare Organizzazioni Complesse del Lavoro Associato. L'assemblea formata da tutti i lavoratori di una BOAL eleggeva un delegato, che era vincolato da un mandato imperativo, nel consiglio dei lavoratori dell'OAL che decideva su tutte le questioni: dall'elezione del direttore, alle decisioni su stipendi, investimenti, associazione, sviluppo e obiettivi di produzione specifici. Un'altra caratteristica dell'autogestione jugoslava erano gli accordi di autogestione e i patti sociali, che sostituirono i contratti classici. L’obiettivo degli OAL non era a scopo di lucro, ma sociale: avrebbe dovuto facilitare l’istruzione, l’assistenza sanitaria, l’occupazione e risolvere il problema degli alloggi.
Le riforme macroeconomiche e i programmi di aggiustamento strutturale imposti dal Fondo Monetario Internazionale (FMI) e dalla Banca Mondiale hanno posto fine all'autogestione dei lavoratori in Jugoslavia.

### Movimentoempresas recuperadas

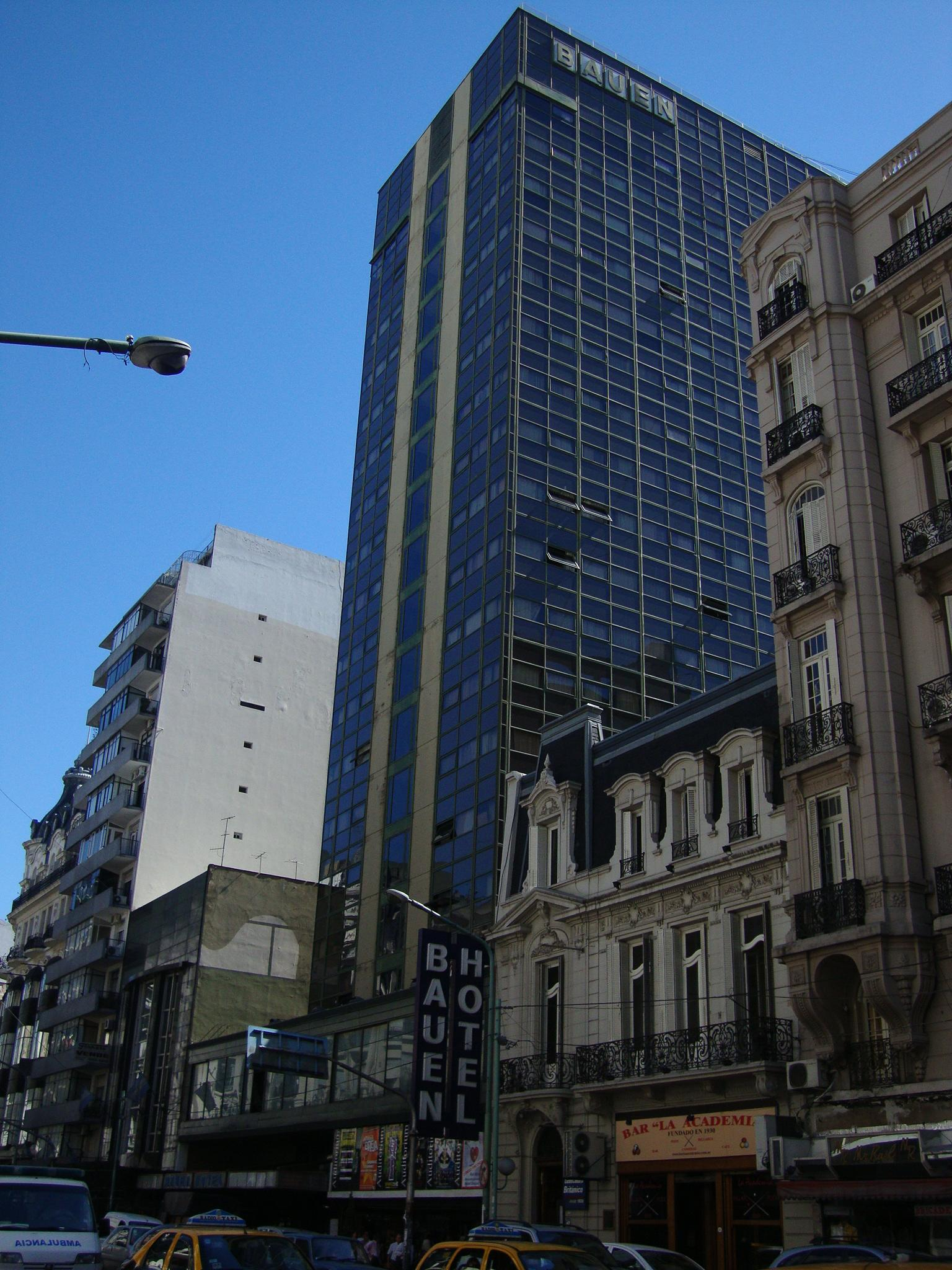
L'Hotel Bauen di Buenos Aires, occupato e autogestito dal 2003

Le discussioni su questo fenomeno possono impiegare diverse traduzioni dell'espressione originale spagnola diversa da "fabbrica recuperata" (empresas recuperadas). Il fenomeno è noto anche come "autogestión".
Il movimento argentino delle empresas recuperadas è emerso in risposta all'impennata e alle scosse di assestamento della crisi economica argentina del 2001. Empresas recuperadas significa "imprese/fabbriche/aziende recuperate". Il verbo spagnolo "recuperar" non significa solo "tornare indietro", "riprendere" o "recuperare", ma anche "rimettere in buone condizioni".
Il movimento è emerso come risposta agli anni di crisi che hanno portato alla crisi economica argentina del 2001. Nel 2001-2002, circa 200 aziende argentine sono state recuperate dai loro lavoratori e trasformate in cooperative di lavoratori. Esempi importanti includono la fabbrica Brukman, l'Hotel Bauen e FaSinPat (precedentemente nota come Zanon). A partire dal 2020, circa 16.000 lavoratori argentini gestiscono circa 400 fabbriche recuperate.
Il fenomeno delle empresas recuperadas non è una novità in Argentina. Tali movimenti sociali furono infatti completamente smantellati durante la cosiddetta Guerra sporca degli anni Settanta. Così, durante i primi mesi di governo di Héctor Cámpora (maggio-luglio 1973), un peronista piuttosto moderato e di sinistra, si verificarono circa 600 conflitti sociali, scioperi e occupazioni di fabbriche.
La proliferazione di questi "recuperi" ha portato alla formazione di un movimento di fabbriche recuperate che ha legami con una rete politica diversificata che include socialisti, peronisti, anarchici e comunisti. Dal punto di vista organizzativo, questo include due grandi federazioni di fabbriche recuperate, il più grande chiamato Movimento Nazionale delle Imprese Recuperate (Movimiento Nacional de Empresas Recuperadas o MNER) a sinistra e il più piccolo chiamato Movimento Nazionale delle Fabbriche Recuperate (National Movement of Recuperated Factories o MNFR) a destra.
Il movimento ha portato nel 2011 ad una nuova legge sulla bancarotta che facilita l’acquisizione da parte dei lavoratori. La bozza è stata convertita in legge dalla presidente Cristina Kirchner il 29 giugno 2011.